# Herman Vanderpoortenstadion
Das Herman Vanderpoortenstadion ist das Fußballstadion des belgischen Fußballvereins Lierse Kempenzonen in der flämischen Stadt Lier, Provinz Antwerpen. Es trägt den Spitznamen Het Lisp und ist unweit des Flusses Kleine Nete gelegen. 

## Geschichte
Von 1925 bis zu seiner Insolvenz 2018 spielte der Lierse SK im Vanderpoortenstadion. Die Spielstätte ist nach dem belgischen Politiker Herman Vanderpoorten benannt; der im September 1984 starb. Nach der letzten Renovierung 2009 hielt das Stadion 14.538 Plätze für die Besucher bereit. Es gab 10.227 überdachte Sitzplätze und 4.311 unüberdachte Stehplätze. Des Weiteren war die Sportstätte mit drei Logen, 102 VIP-Plätzen und 522 Business-Sitzen ausgestattet. Es standen 56 Arbeitsplätze für die Journalisten und Reporter bereit. Schon 2009 bestanden Pläne, die drei älteren Tribünen abzureißen und zu ersetzen. 
Seit 2018 spielt dort der Nachfolgeverein Lierse Kempenzonen. Das Stadion hat aktuell 13.539 Plätze. Es bestehen nicht näher bezeichnete Ausbaupläne.